# 今日亞洲
《今日亞洲》（英語：Asia Today），是由亞洲電視製作的時事資訊節目，並以國語廣播，第4集起改以粵語廣播。
逢星期日22:00-22:30於亞洲台播出。

## 播映时段
| 頻道   | 国家 | 播出日期                     | 首播時間          | 重播時間                                            |
| 亞洲台 | 香港 | 2015年8月23日－2016年2月14日 | 星期日22:00-22:30 | 星期一00:45-01:15星期二12:00-12:30星期二22:00-22:30 |
| 國際台 | 香港 | 2015年8月26日－2015年9月9日  | 星期三23:50-00:20 | 星期四12:00-12:30                                   |
| 本港台 | 香港 | 2015年9月9日－2016年2月14日  | 星期日22:00-22:30 |                                                     |
| 海外台 | 美国 | 2015年8月23日                | 星期日18:30-19:00 |                                                     |
| 海外台 | 美国 | 2015年8月23日                | 星期日15:30-16:00 |                                                     |

## 歷史
- 2015年8月23日起，本節目以國語廣播，開始於亞洲台星期日22:00-22:30播放，重播時間為星期一00:45-01:15、星期二12:00-12:30、星期二22:00-22:30。
- 2015年8月26日起，國際台開始於星期三23:50-00:20播放，重播時間為星期四12:00-12:30。
- 2015年9月9日起，本節目於國際台首播最後一集。
- 2015年9月13日起，本節目改以粵語廣播。
- 2015年10月25日起，本節目開始於本港台星期日23:15-23:45播放。

## 內容
《今日亞洲》由林雅惠主持，報導頭條新聞時事資訊，並邀請嘉賓點評。

## 主持
- 2015年8月23日至2015年9月6日：陸韻嘉
- 2015年9月13日至2016年2月14日：林雅惠

## 污水處理特輯
《今日亞洲》（英語：Asia Today），是由亞洲電視新聞部資訊科製作的污水處理特輯節目，以粵語廣播。

### 主持
- 吳泳茵

## 資料來源
1. ↑  .   [2015-09-24]. （原始内容存档于2015-09-25）.
2. ↑  .   [2015-09-24]. （原始内容存档于2016-02-20）.
3. ↑  .   [2015-09-24]. （原始内容存档于2016-03-04）.
4. ↑  .   [2016-02-02]. （原始内容存档于2015-09-25）.
5. ↑  .   [2015-09-24]. （原始内容存档于2015-09-25）.
6. ↑  .   [2015-09-24]. （原始内容存档于2015-09-24）.
7. ↑  .   [2015-09-24]. （原始内容存档于2016-03-21）.